# Leucospis pyriformis
Leucospis pyriformis är en stekelart som först beskrevs av Lewis H. Weld 1922.  Leucospis pyriformis ingår i släktet Leucospis och familjen Leucospidae. Inga underarter finns listade i Catalogue of Life.